# Kakadu bílý
Kakadu bílý (Cacatua alba) je velký papoušek z čeledi kakaduovitých, který se endemicky vyskytuje na indonéských Molukách. Patří mezi silně ohrožené druhy papoušků v důsledku nelegálních odchytů a ničení životního prostoru, pročež je zařazen do seznamu CITES.

## Systematika
Druh formálně popsal německý přírodovědec Philipp Ludwig Statius Müller v roce 1776. Druhové jméno alba pochází z latinského adjektiva albus, čili „bílý“. Kakadu bílý se řadí do rodu Cacatua v rámci čeledi kakaduovití. Jedná se o monotypický taxon, tzn. nejsou rozeznávány žádné poddruhy.

## Výskyt
Areál rozšíření zahrnuje severní a střední Molucké ostrovy v Indonésii. Konkrétně se jedná o ostrovy Halmahera, Bacan, Ternate, Tidore, Kasiruta a Mandiole. Existují i záznamy z ostrovů Obi a Bisa, které jsou však patrně výsledkem introdukcí. Menší populace se vyskytuje i na Tchaj-wanu, kde byl kakadu bílý rovněž introdukován.
Stanoviště tohoto papouška tvoří primární a sekundární lesy, mangrovy a člověkem obhospodařovaná krajina, jako jsou plantáže a zemědělská pole. Vyskytuje se do 600 m n. m. Nejpočetnější je v původních pralesích s dostatkem vysokých vzrostlých stromů pro hnízdění.

## Popis

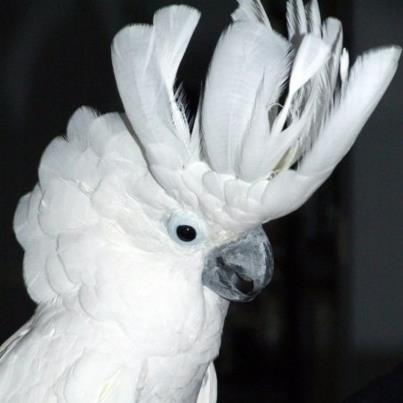
Kakadu bílý se vztyčenou chocholkou

Jak již vědecké i české druhové jméno napovídá, tento kakadu je celý bílý. Pouze spodní strana křídel a ocasu má žlutý nádech. Chocholka je široká, natočená dozadu, vztyčitelná podle nálady ptáka. Zobák je mohutný a černošedý, oční okruží lehce namodralé, duhovka černohnědá, nohy šedé. Samičku lze od samce rozlišit podle červenohnědší oční duhovky a menšího vzrůstu. Dospělí jedinci dosahují kolem 46 cm. Křídlo je dlouhé 252–312 mm, ocas 120–168 mm, zobák 34–45 mm, běhák 26–33 mm. Váha se pohybuje kolem 650 g.

## Biologie
Většinu času tráví v korunách stromů, kde se vyskytuje v páru nebo menších hejnech. Nejnápadnější jsou kakaduové bílí během soumraku před hřadováním, kdy se sdružují do hlučných hejn i o 50 jedincích. Potravu kakadua bílého tvoří semena, ovoce, ořechy a bobule.

### Rozmnožování

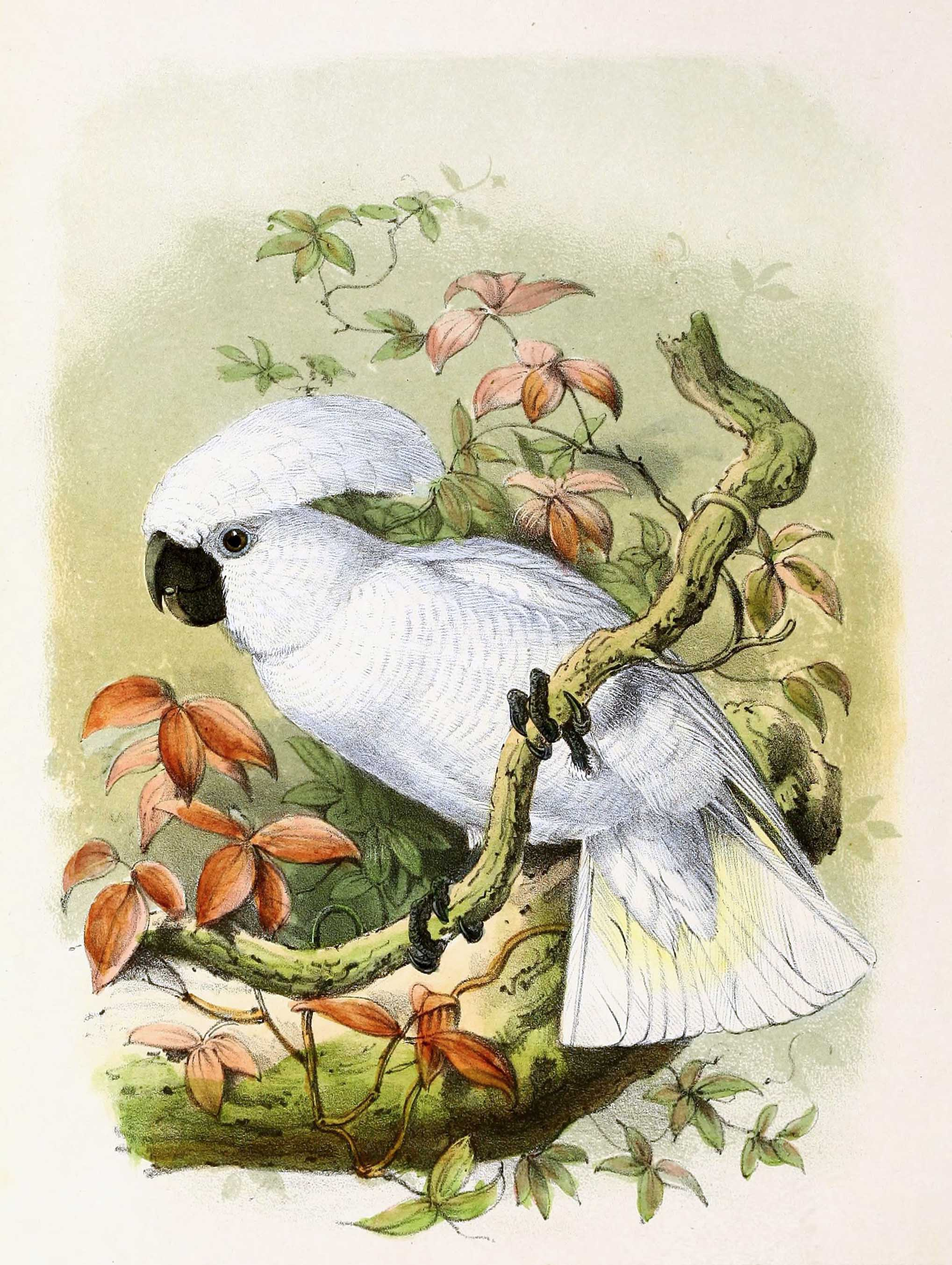
Ilustrace z roku 1869

Kakadu bílý hnízdí ve stromových dutinách, samice snáší 2–3 vejce, na kterých sedí oba rodiče po dobu kolem 30 dní. Mláďata vylétají přibližně po 2–3 měsících po vyklubání.

## Vztah k lidem

### Chov
Jedná se o běžně chovaného papouška v domácích chovech i v zoologických zahradách. Kakadu bílý bývá poměrně agresivní; největší míru agresivity projevují samci v době hnízdění. Vzhledem k destruktivnímu chování papouška se doporučuje kakaduům bílým zajistit pravidelný přísun nových větví na okus.

### Ohrožení
Mezinárodní svaz ochrany přírody druh hodnotí jako ohrožený. Na vině je především nadměrný odchyt kakaduů bílých pro domácí chovy. Jen v roce 1991 došlo k odchytu nejméně 6600 jedinců, přičemž některé odhady hovoří až o čtyřnásobných počtech. Nezměrný odchyt přiměl místní úřady zavést kvótu odchytu pouhých 10 párů ročně, a to pouze pro účely rozmnožování v zajetí. Tato kvóta se nicméně nedodržuje a kakaduové bílí jsou nadále chytáni ve velkém. Část odchycených ptáků je pašována přes Sulawesi a prodávána na trzích v západní Indonésii nebo na Filipínách. Vedle cílených odchytů populace trpí i pokračujícím rychlým odlesňováním přirozených stanovišť. Úpadek populace se přitom v posledních desetiletích zrychluje. Druh byl mezi lety 1994–-2012 veden jako zranitelný (VU), avšak v roce 2013 byl stupeň ohrožení zvýšen na ohrožený (EN).